# Sphaerochthonius litoralis
Sphaerochthonius litoralis ist eine Hornmilben-Art aus der Familie der Sphaerochthoniidae. Sie wurde von Heinrich Schatz entdeckt und 2003 erstmals beschrieben. Diese Milbe lebt meist in der Uferzone in trockener oder feuchter verrottender Laubstreu oder schwarzem Humus. Der Artname leitet sich vom lateinischen Begriff litoralis – „Zugehörigkeit zur Küste“ ab.

## Vorkommen
Hornmilben kommen in allen zoogeographischen Regionen, aber hauptsächlich in den Tropen und Subtropen, vor. Die Art Sphaerochthonius litoralis ist von 56 Exemplaren bekannt, die zwischen 1985 und 1988 im Uferbereich auf acht Inseln der Galapagos-Inselgruppe gesammelt wurden.
- Insel Bartalomè, in der Nähe des Pinnacle Rock
- Insel Floreana (Santa Maria), an der Flamingo-Lagune in Punta Cormoràn
- Insel Santa Fe, nordöstlicher Teil
- Insel Genovesa, Darwin-Bucht
- Insel Rábida
- Insel Santa Cruz nahe Charles-Darwin-Forschungsstation
- Insel San Cristóbal
- Insel Sombrero Chino, nördlicher Teil

## Morphologie Adulte
- Die Oberflächenstruktur am Rücken und am größten Teil des Notogasters besteht aus einem kantigen Geflecht mit dreieckigen Verdickungen in den Winkeln; am Rücken ist ein nasenförmiger Höcker vorhanden. Alle prodorsalen und seitlichen Borsten sind zweiastig und papillös; die adoralen, subcapitularen, epimeralen, genitalen und analen Borsten sind meistens geißelförmig. Es gibt acht genitale, neun bis elf anale und fünf adanale Borstenpaare.[1]

- Die Gesamtkörpergröße beträgt 321 µm (Wertebereich 280–350) × 192 µm (Wertebereich 170–215). Die Länge des Notogasters allein beträgt 217 µm (Wertebereich 195–225). Die Farbe ist Gelb bis Hellbraun. Prodorsum und der größte Teil des Notogasters sind mit einem kantigen Geflecht bedeckt; Abgrenzungen und vor allem die Winkel der geöffneten Bereiche haben unregelmäßige Verdickungen und die Oberfläche ist mit Körnern besetzt. Auch die seitlichen Platten des Notogasters, das Kinn, die epimeralen, genitalen und die anoadanalen Platten sind mit Körnern bedeckt.[1]

- Sphaerochthonius litoralis hat eine längliche Form, die seitlichen Kanten laufen nach vorne zusammen. Auf der medialen Fläche ist ein verdickter nasenförmiger Auswuchs vorhanden, der vorne leicht über den prodorsalen Panzer hinausragt. Die oberflächliche Struktur ist am Rücken vieleckig bis sechseckig, im Bereich zwischen den interlamellaren Borsten zeigen sich größere Vielecke.[3]

### Notogaster
Die Form ist nahezu rund. Am breitesten Teil des Notogasters gibt es auf beiden Seiten kleine Winkel, die durch die seitlichen Winkel der dreieckigen lateralen Platte zu einem L geformt werden.
16 Paar notogastrale Härchen sind vorhanden. Die Härchen sind kurz und glatt. Andere notogastrale Härchen sind zweiästig, papillös (warzenähnliche Erhebungen).

### Gnathosoma
Das Mentum ist klein (35 × 30 µm), die subcapitularen Härchen sind setiform, basal leicht verdickt, distal sehr dünn, fast flagellenförmig. Es sind drei Paar Adoral-Härchen vorhanden, mit derselben Form wie die subcapitularen Härchen. Die Kieferklauen, mit einer Größe von 45–60 × 20–25 µm, sind mit beweglichen Fingern (20–25 lang) besetzt, beide Paare sind nach vorne gerichtet. Die Palpen bestehen aus fünf kurzen Segmenten.

### Epimeralregion
Die Epimeralplatten I und II sind getrennt, die Platten III und IV sind fast vollständig an jeder Seite verschmolzen. Die Härchen sind recht lang, setiform, basal leicht verdickt, distal sehr dünn, fast flagellenförmig, teils bewimpert oder glatt, teils lang.

### Anogenitalregion
Genitalplatten sind klein, 70–75 × 20 µm lang und haben eine ovale Form mit einer granulösen Oberfläche. Es sind acht Paar Genitalhärchen (20–27 µm lang) vorhanden, die dieselbe Form wie die epidermalen Härchen besitzen. Die Anal- und die Adanal-Platte sind verschmolzen. Es sind zehn Paar Analhärchen vorhanden (bei manchen Exemplaren sind es neun oder elf), welche basal verdickt und am distalen Ende sehr dünn, fast geißelförmig sind. In der Mitte und am Ende sind die Härchen (12–15 µm) gebogen. Außerdem sind fünf adanale Härchen vorhanden, die einästig mit verzweigten Ausstülpungen (Papillen) versehen sind (20–30 µm).
Die Beine haben eine angemessene Länge (ca. ein Drittel der Körperlänge, ohne Klauen). Alle Beine haben drei Zehen mit einer kleinen, starken Mittelklaue und lateral zwei fast borstenartige Klauen.

### Prodorsum
Der Umriss des Prodorsums ist länglich, seitliche Kanten bedecken geringfügig die vorhergehenden. Das mittlere Podium verdickt, nasenförmiger Auswuchs, leicht anterior hervorstehend hinter den Randbereichen des prodorsalen Panzers. Die Härchen sind prodorsal verlängert.

### Gastronotum
Breiter dorsaler Riss zwischen zwei Platten, welcher gut entwickelt und tief ist. Zusätzlich ist am hinteren Ende noch ein Riss entlang einer Borstenreihe vorhanden.

## Entwicklung der Nyphmen
Nymphen haben eine blasse Farbe. Es wurden zwei Larvenstadien studiert: Protonymphe und Tritonymphe. Im Protonymphen-Stadium haben die Tiere eine Größe von 190 × 130 µm und der Notogaster eine Länge von 130 µm. Im Tritonymphen-Stadium haben die Tiere eine Größe von 260 × 170 µm und der Notogaster ist 170 µm lang. Die Oberflächenstruktur bei beiden Larvenstadien unterscheidet sich nicht von der Oberflächenstruktur eines erwachsenen Tiers.
Die ausgewachsenen Tiere der neuen Art unterscheiden sich von ihren Artverwandten in folgenden Punkten: Das Prodorsum zeigt eine nasenförmige Struktur in beiden Larvenstadien genau wie beim Erwachsenen. Die Form der prodorsalen Härchen ist gleich wie beim adulten Tier.

## Morphologie der Nymphen

### Beine
Alle Beine sind monodactyl und nach demselben Schema wie beim Adulttier aufgebaut.

### Bauchregion
Form der Epimeralplatten und deren Position und die Anzahl der Borsten ist dieselbe wie bei adulten Tieren. Die Genitalplatten haben drei Paar Genitalpapillen und sieben Paar Genitalborsten (10–12 µm). Die Anal- und Adanal-Platte sind verschmolzen und besitzen neun Analborsten (9–10 µm) und zusätzlich sind fünf Paar Adanal-Borsten vorhanden. Die letzte Borste ist 20 µm lang. Die Form dieser Borsten ist dieselbe wie beim Adulttier.

### Gnathosoma
Das Gnathosoma misst 30 × 20 µm. Die Borsten unterhalb des Kopfes sind 12–14 µm lang. Die Fühler haben dasselbe borstige Schema wie beim Adulttier; 25–30 lang, kurz dick zweigeteilt und besitzen die Form einer Wirbelsäule.